# Ловец снов (роман)
«Ловец снов» (англ. Dreamcatcher) — роман американского писателя Стивена Кинга в жанре научной фантастики с элементами триллера, рассказывающий о четырёх друзьях, пытающихся предотвратить нападение инопланетян на Землю. Был опубликован 20 февраля 2001 года. Это был первый роман Кинга, опубликованный после автомобильной аварии, едва не унёсшей жизнь автора. В 2003 году роман был экранизирован.
Роман вошёл в список бестселлеров по версии «Publishers Weekly» за 2001 год.
В 2014 году в интервью журналу «Rolling Stone» Кинг заявил: «Я не очень люблю „Ловец снов“», и также добавил, что роман был написан под действием оксикодона, который он принимал во время восстановительного процесса после аварии.

## Сюжет
Действие романа разворачивается около города Дерри (штат Мэн); повествование начинается с серии различных газетных заголовков с 1947 по 2000 годы о появлении НЛО и прочих необъяснимых явлений.
В 1978 году четверо закадычных друзей — Гэри Джоунс, Джозеф Кларендон, Питер Мур и Генри Девлин — спасают от хулиганов Дугласа (Даддитса) Кэвелла, подростка с синдромом Дауна, и приводят его домой. После этого они подружились с Даддитсом и постепенно обрели такие же сверхспособности, какими был наделён он — телепатия, совместные сновидения и видение «линии» (психологического маршрута определённого человека).
В ноябре 2001 года Гэри, Джозеф, Питер и Генри снова воссоединяются для традиционной поездки на охоту в «Дыру в стене», расположенной в Джефферсон-трект. Во время отсутствия Питера и Генри, уехавших за едой и напитками, Гэри и Джозеф встречают бредущего по лесу Ричарда Маккарти; он рассказывает им, что он тоже охотник, что несколько дней назад он заблудился в лесу и во время блуждания по нему он видел огни в небе. Маккарти становится всё хуже и вечером того же дня он умирает, сидя на унитазе. Гэри и Джозеф, обнаружив его тело, осознают, что в унитазе находится паразитоид, который после вынашивания в кишечнике Маккарти выбрался наружу из его заднего прохода, и в этот же момент паразитоид (внешне похожий на змею с головой хорька) набрасывается на них и убивает Джозефа. Гэри выбирается из туалета, но тут же сталкивается с «Мистером Греем» (инопланетной сущностью) и после вдыхания споров байрума «Мистер Грей» завладевает его разумом.
В это же самое время Генри и Питер на обратном пути попадают на своём автомобиле в аварию из-за внезапного появления на дороге Ребекки (Бекки) Роупер — женщины из той же группы охотников, что и Ричард Маккарти (обнаруженный Гэри и Джозефом), в теле которой также находится паразитоид. После аварии Генри оставляет Пита с Ребеккой и пытается добраться до «Дыры в стене» пешком, но, ещё не добравшись до неё, он видит Гэри/«Мистера Грея», едущего на снегоходе, и с помощью телепатии он видит, что Питер в беде, а Джозеф мёртв. В это же время Питер, довезя Ребекку до заброшенного домика, становится свидетелем смерти Ребекки, подвергается нападению вылезшего из неё паразитоида и убивает его (спалив заживо в ранее разведённом костре), но вскоре погибает сам от рук Гэри/«Мистера Грея», пытающегося покинуть Джефферсон-трект, в котором объявлен карантин; параллельно с этими событиями американские военные во главе с полковником Абрахамом Курцем уничтожают ранее потерпевший катастрофу космический корабль и почти всех находившихся в нём инопланетян, а также отстреливают всех диких животных, которые успели заразиться байрумом. «Мистер Грей» угоняет грузовик, перевозивший наполненный байрумом тело инопланетянина, в то время как «запертый» в нём Гэри бессилен остановить его; постепенно Гэри и Генри осознают, что их ключ к спасению мира от инопланетной угрозы — Даддитс.
Добравшись до Джефферсон-трект, Генри при помощи своей телепатии предупреждает военного Оуэна Андерхилла о жестоком плане Курца убить не только всех жителей Джефферсон-трект, но и большую часть своих же подчинённых (в том числе и Оуэна) ради сохранения тайны. Генри и Оуэн совершают побег из Джефферсон-трект, телепатически разжигая бунт среди других заражённых «военнопленных» и попутно разрушая военный лагерь. Курц бросается за ними в погоню вместе со своими подчинёнными Фредди Джонсоном, Джином Кембри и Арчи Перлмуттером (при этом Перлмуттер заражён паразитоидом и используется Курцем только для выслеживания Оуэна и Генри, несмотря на его личное нежелание и дикую боль, а Кембри вскоре был застрелен Курцем).
Оуэн и Генри, преследуя Гэри/«Мистера Грея», приезжают в Дерри, по пути делясь своими детскими воспоминаниями (Генри рассказывает про день лета 1982 года, когда он вместе со своими друзьями и Даддитсом нашёл пропавшую девочку Джози Ринкенхауэр (Даддитс при помощи «линии» отследил её маршрут)). В Дерри Генри и Оуэн объединяются с Даддитсом (он оказывается смертельно больным) и едут дальше на юг к Куэббинскому водохранилищу, поскольку «Мистер Грей» намеревается заразить местный водопровод, сбросив в него тело собаки, которую он заразил и байрумом и паразитоидом. Гэри удаётся значительно замедлить поездку «Мистера Грея» к водохранилищу — он заставляет его съесть много сырого бекона, который вызывает сильную тошноту, давая Генри, Оуэну и Даддитсу достаточно времени, чтобы догнать «Мистера Грея».
Используя свои последние силы, Даддитс помогает Генри и Гэри мысленно убить «Мистера Грея», а также помогает Оуэну застрелить паразитоида, вылезшего из тела собаки; в итоге Даддитс умирает. Прибывшие Курц и Джонсон оставляют заражённого Перлмуттера в своём автомобиле и устраивают засаду; Курц смертельно ранит Оуэна, но вскоре самого Курца убивает Джонсон (он опасался, что следующим Курц застрелит его). После этого Джонсон садится в автомобиль Курца и тут же погибает от нападения паразитоида, вылезшего из тела умершего Перлмуттера. Измученный и полуобезумевший Генри (ставший свидетелем гибели Джонсона) расстреливает из автомата бензобак автомобиля Курца и тот взрывается, убив последнего паразитоида и уничтожив остатки инопланетного присутствия на Земле.
В финале романа по прошествии нескольких месяцев после событий на Куэббинском водохранилище Гэри и Генри поминают своих погибших друзей и вспоминают о шести неделях, проведённых в подземном военном комплексе, где их содержали после победы над инопланетной угрозой. Выясняется, что Гэри всё это время был невосприимчив к байруму и «Мистер Грей» смог завладеть его разумом только потому, что верил, что это возможно (разум был пойман, как в Ловце снов).

## Персонажи
- Гэри (Джоунси) Джоунс — один из четырёх друзей. Преподаватель истории в одном из университетов Бостона. Женат, есть дети.
- Джозеф (Бивер) Кларендон — один из четырёх друзей. Имеет привычку постоянно грызть зубочистки, из-за чего и получил кличку Бивер (англ. Beaver — Бобёр). Не имеет семьи, склонен к употреблению алкоголя.
- Питер (Пит) Мур — один из четырёх друзей. Также не имеет семьи и имеет проблемы с алкоголем. Работает продавцом автомобилей. Обладает экстрасенсорными способностями, которыми его наделил Даддитс.
- Генри Девлин — один из четырёх друзей. Также не имеет семьи, работает психиатром. Обладает даром телепатии, которым его наделил Даддитс.
- Дуглас (Даддитс) Кэвелл — подросток с умственным развитием 5-летнего ребёнка. В детстве был спасён Гэри, Джозефом, Питером и Генри от банды хулиганов. После этого случая мальчики и Даддитс сдружились.
- Абрахам Курц — американский военный (полковник). Возглавляет экстренно созданное подразделение по борьбе с инопланетной угрозой.
- Оуэн Андерхилл — подчинённый полковника Курца.
- «Мистер Грей» — инопланетная сущность, мечтающая заразить байрумом весь мир, чтобы возродить свою расу. Поселилась в Гэри после его контакта с спорами байрума и полностью подчиняет себе новое тело, но самому Гэри в силу своих сверхспособностей удаётся сохранить свою личность на изолированном участке памяти.

## Факты
- В послесловии к роману Кинг указывает, что это было его первое произведение, которое он написал авторучкой, а не напечатал на машинке или на компьютере.
- Рабочим названием романа было «Рак»[2], но супруга писателя (Табита Кинг) уговорила его дать другое название.
- Полковник Абрахам Курц является аллюзией на Полковника Уолтера Курца, героя фильма Фрэнсиса Форда Копполы «Апокалипсис сегодня».
- В романе неоднократно упоминается песня «Sympathy for the Devil» группы «The Rolling Stones».

## Отсылки к другим произведениям Кинга
В романе присутствует множество отсылок к роману «Оно» — Гэри/«Мистер Грей», приехав в Дерри, посещает мемориал погибшим во время урагана и наводнения 1985 года, на котором (рядом с мемориальной табличкой, на которой указаны имена всех членов «Клуба Неудачников», построивших этот мемориал) присутствует надпись «Пеннивайз жив»; также в романе упоминаются само наводнение 1985 года, исчезновения детей и одна из последних жертв Оно (Адриан Меллон).

## Экранизация
Роман был экранизирован в 2003 году режиссёром Лоуренсом Кэзданом. Главные роли в фильме сыграли Томас Джейн (Генри), Дэмиэн Льюис (Гэри), Джейсон Ли (Джозеф) и Тимоти Олифант (Питер).